# Самый сильный человек в мире
«Самый сильный человек в мире» (англ. The Strongest Man in the World) — американская семейная фантастическая комедия 1975 года, снятая режиссёром Винсентом МакЭвити. Второе продолжение приключений Декстера Райли (Рассел) после «Компьютера в кроссовках» 1969 года и «Сейчас вы его видите, теперь — нет» 1972 года выпуска.
В США премьера фильма состоялась 6 февраля 1975 года, спустя полгода после смерти Джо Флинна, который утонул в июле 1974 года.
Теглайн фильма: «The Biggest Laff-Lifter of the Year!».

## Сюжет
Студенты Медфилдского колледжа нечаянно изменили законы природы с неожиданными и иногда уморительно смешными результатами. Во время лабораторных занятий они вывели научную формулу, которая дает людям сверхчеловеческую силу.

## В ролях
| Актёр          | Роль                           |
| -------------- | ------------------------------ |
| Курт Рассел    | Декстер Райли                  |
| Джо Флинн      | декан колледжа Медфилд Хиггинс |
| Ив Арден       | Харриет Крампли                |
| Сизар Ромеро   | А. Дж. Арно                    |
| Фил Сильверс   | Кирвуд Кринкл                  |
| Дик Ван Паттен | Гарри Крампли                  |
| Гарольд Гулд   | регент Дитц                    |
| Бёрт Мастин    | регент Эпплби                  |
| Ричард Бакалян | Куки                           |
| Уильям Шэллерт | профессор Куигли               |

## Критика
На Metacritic фильм получил 63 % положительных оценок, основанных на отзывах 4 кинокритиков, что указывает на «в целом положительные отзывы».
Винсент Кэнби из The New York Times описал его как «комедию Уолта Диснея, основанную на старой истории о волшебной формуле, которая хорошо послужила компании, несмотря на трудности фильмов «Рассеянный профессор» и «Компьютер в кроссовках». Новый фильм далеко не так забавен, как первый, но намного лучше второго».